# Parabigirorrombicosidodecaedro
Em geometria, o parabigirorrombicosidodecaedro é um dos sólidos de Johnson (J73). Pode ser construído como um rombicosidodecaedro com duas cúpulas pentagonais rotacionadas 36 graus.